# Sindrome da anticorpi antisintetasi
La sindrome da anticorpi antisintetasi è una malattia infiammatoria idiopatica con patogenesi autoimmune, caratterizzata dalla produzione di autoanticorpi contro uno degli enzimi aminoacycl transfer-RNA sintetasi, associata a caratteristiche cliniche che possono comprendere febbre, malattia polmonare interstiziale, miosite, poliartrite non erosiva, fenomeno di Raynaud, ipercheratosi con fissurazioni delle mani (mechanic’s hands).
Rispetto alle altre malattie infiammatorie idiopatiche, alla polimiosite e alla dermatomiosite è caratterizzata da una maggior frequenza di interessamento polmonare (in circa l’86% dei casi).
Data la bassa incidenza è stata inserita tra le Malattie Rare.

## Eziologia
Non è nota. Si è ipotizzato che fattori ambientali come il fumo di tabacco, altri contaminanti e infezioni associati ad una predisposizione genetica provochino un danno aspecifico polmonare che attiva il sistema immunitario innato, portando al rilascio di neo-antigeni immunogenici. Questi a loro volta innescherebbero il  sistema immunitario adattativo con la produzione di anticorrpi anti-sintetasi e il danno infiammatorio ai tessuti bersaglio, soprattutto muscoli, pelle e articolazioni. Anche se la causa della risposta immunitaria anomala non è conosciuta, è noto che alcuni virus utilizzano gli enzimi che acetilano gli RNA-transfer quando si replicano nelle cellule dell'ospite. Questa interazione potrebbe causare alla produzione degli autoanticorpi antisintetasi.
È interessante notare che è stato segnalato un caso in cui il trattamento di una neoplasia sottostante (un adenocarcinoma polmonare) ha portato al miglioramento della miosite e della polmonite, suggerendo che la sindrome potrebbe essere una sindrome paraneoplastica.

## Criteri diagnostici
Criteri formali per la diagnosi della malattia sono stati introdotti nel 2010 (Connor’s criteria), soprattutto per distinguerla da dermatomiosite e polimiosite. Era richiesta la presenza degli autoanticorpi più una o più delle seguenti caratteristiche: Raynaud, artrite, malattia interstiziale polmonare, febbre non attribuibile ad altre cause, Mechanic’s hands (ispessimento e erosioni alla punta delle dita).
Nel 2011 i criteri vennero rivisti e resi più stringenti (Solomon’s criteria): la presenza degli autoanticorpi, più due criteri maggiori (malattia polmonare interstiziale, polimiosite o dermatomiosite) o un criterio maggiore e due criteri minori (artrite, Raynaud, Mechanic’s hands).
Comunque l’assenza di autoanticorpi antisintetasi non esclude la diagnosi perché il loro livello plasmatico tende a fluttuare.
Trattandosi di una malattia molto rara non ci sono studi prospettici, ma report di casi o studi retrospettivi su serie di casi, per cui le decisioni sul trattamento e la condotta sono prese sulla base della letteratura generale sulle sindromi infiammatorie idiopatiche, dell'esperienza del medico e della risposta del paziente alla terapia. L’elemento clinico più severo è la polmonite che comporta una maggiore mortalità e morbilità rispetto alle altre sindromi.

## Diagnosi
La diagnosi viene effettuata sulla base dei sintomi, dell’esame obiettivo, della TAC polmonare ad alta risoluzione (HRCT), dei dati sierologici, dei test di funzionalità polmonare. Raramente si ricorre alla biopsia (biopsia transbronchiale, biopsia chirurgica torascopica video-assistita e biopsia polmonare aperta chirurgica). Il monitoraggio del decorso della malattia viene eseguito con la tomografia computerizzata ad alta risoluzione, insieme all'anamnesi, all'esame obiettivo e ai test sierologici. Le variazioni alla spirometria della capacità vitale forzata (FVC), uno dei fattori più importanti del decorso clinico dell'ILD, sono state utilizzate anche negli studi clinici per classificare la polmonite in forma reversibile o forma progressiva.

### Dosaggio degli autoanticorpi
Gli anticorpi verso gli enzimi sintetasi più comuni sono: Anti-Jo1 (contro l’antigene istidina) il più comune, forse anche perché il più ricercato; gli Anti-PL7 (contro la teronina) e Anti-PL12 (contro l’alanina) che sono associati alle forme più severe di polmonite interstiziale; Anti-OJ (contro l’isoleucina) e Anti-EJ (contro la glicina). I dosaggi vengono eseguiti in laboratori specialistici. L'Anti-Jo-1è il più comune.
Il segno distintivo della sindrome è la presenza di anticorpi anti-sintetasi specifici per la miosite o associati alla miosite. Quelli specifici della miosite sono: anti-SRP, anti-MDA-5, anti-MI-2. Quelli associati alla miosite sono: ANA, anti-Ro/SSA, anti-PM-Scl, anti-KU, anti U2 snRNP.
Non è stato chiarito il ruolo di questi autoanticorpi nella patogenesi della sindrome. Le Amminoacil-tRNA sintetasi catalizzano la sintesi delle proteine dall’mRNA geneticamente trascritto utilizzando gli aminoacidi legati all’RNA transfer. In uno studio del 1999 è stato ipotizzato che queste sintetasi possano agire come citochine, reclutando cellule flogistiche e portando alla morte cellulare.
È possibile che l’autoanticorpo anti-Jo1 (anti histidyl-tRNA synthetase) sia implicato nell'attività dell’immunità cellulo-mediata e che attivi anche i componenti del sistema immunitario innato, in particolare la superficie cellulare, i recettori Toll-like endosomiali e le loro vie di segnalazione a valle.
Il sospetto diagnostico di sindrome da anti-antisintetasi deve essere preso in considerazione in pazienti con malattia interstiziale polmonare idiopatica o sindrome da distress respiratorio acuto (ARDS) di eziologia sconosciuta e inspiegabile. Infatti all’esordio la sindrome può presentarsi con febbre, artrite o pneumopatia interstiziale isolate. In questi casi è necessaria la valutazione di laboratorio per gli anticorpi anti-sintetasi.

### Diagnosi radiologica
Dal punto di vista radiologico l’interessamento polmonare viene diagnosticato con la tomografia computerizzata ad alta risoluzione (HRCT). Inizialmente sono comuni le bronchiectasie da trazione, le opacità a  “vetro smerigliato” (ground glass) e le reticolazioni. I pattern tomografici più comuni sono quelli di polmonite interstiziale aspecifica e/o polmonite organizzata, che suggeriscono un'eziologia autoimmune sottostante. In seguito può comparire l’aspetto a  “nido d'ape”. Infatti in circa due terzi dei casi il consolidamento si risolve, in un terzo evolve verso la fibrosi polmonare.

### Diagnosi istologica
I reperti più frequenti sono danno alveolare diffuso e polmonite interstiziale.
I pazienti con evoluzione verso la fibrosi con aspetto bud-type hanno dimostrato una maggiore risposta alla terapia immunosoppressiva e sopravvivenza rispetto ai pazienti con fibrosi mural incorporation-type: il pattern di fibrosi valutata con l’esame istologico può quindi essere utile per predire la risposta al trattamento, il decorso clinico e la prognosi della polmonite interstiziale.
Il monitoraggio istologico ha dimostrato che la polmonite interstiziale può evolvere in una più grave forma fibrotica e refrattaria alla terapia. I reperti sono confermati dall’esame di reperti autoptici e di polmoni rimossi per trapianto.

## Terapia
La terapia si basa sull’uso di farmaci immunosoppressori, sia per controllare le manifestazioni polmonari sia quelle muscolari
.
I farmaci di prima linea sono i corticosteroidi. Purtroppo alla graduale riduzione del dosaggio dei corticosteroidi frequentemente la polmonite interstiziale recidiva. Devono essere monitorati glicemia, peso corporeo, pressione arteriosa.
In caso di inefficacia o recidiva o per diminuire l’incidenza di effetti collaterali si associano o si sostituiscono con farmaci di seconda linea, monitorando gli eventuali effetti indesiderati: azatioprina (controllo della funzione renale ed epatica, emocromo) micofenolato mofetile (in genere associato ai cortisonici, controllo dell’emocromo) , tacrolimus (controllo dell’emocromo, elettroliti, funzione renale, pressione arteriosa, dosaggio del farmaco). A questi, in caso di resistenza della malattia, vengono anche aggiunti (off-label) il rituximab (controllo dell’emocromo), la ciclofosfamide (controllo della funzione renale ed emocromo) e le   immunoglobuline umane per uso endovenoso.
Tutti i farmaci immunosoppressori possono favorire l’insorgenza di infezioni opportunistiche e tumori maligni (in particolare tumori della pelle e linfoma). In pazienti precedentemente affetti può essere riattivata l’epatite B e C.
Nei pazienti con malattia polmonare grave o rapidamente progressiva dovrebbe essere preso in considerazione l'invio del paziente a centri di terzo livello in grado di trapianto di polmone.
La scelta della terapia è guidata dall’esperienza del medico e in genere richiede una collaborazione multidisciplinare del reumatologo, dello pneumologo e dell’immunologo. La decisione della durata di essa o della possibilità di diminuire le dosi, ai fini di evitare gli effetti indesiderati e comunque evitare le recidive, è lasciata ai singoli casi, per la mancanza di conoscenze sicure sulla superiorità di un particolare farmaco o su evidenze che guidino il trattamento.

## Prognosi
La malattia è cronica e richiede un trattamento a lungo termine. La terapia può portare al miglioramento o alla stabilizzazione del decorso. Nei casi gravi, soprattutto nei pazienti con anticorpi anti-JO-1, la malattia polmonare interstiziale progredisce e può essere refrattaria al trattamento (circa il 20% dei casi).
La sopravvivenza è significativamente inferiore in caso di sviluppo di ipertensione polmonare come evoluzione della polmonite interstiziale, suggerendo un interessamento dei vasi polmonari. Ciò si è verificato in circa l’8% dei casi in una casistica pubblicata nel 2013.
Al contrario di quanto si crede alcuni studi ipotizzano che i pazienti con autoanticorpi anti-PL7 e anti- PL12 avrebbero una polmonite interstiziale più aggressiva e una ridotta sopravvivenza rispetto a quelli con autoanticorpi anti-Jo-1. Ciò dipenderebbe dal fatto che i pazienti con anticorpi anti-sintetasi diversi dal più comune anti-Jo-1 potrebbero sfuggire alla diagnosi iniziale, il che potrebbe rallentare l'istituzione della terapia.
Nello stesso studio retrospettivo del 2013 di 202 pazienti seguiti per un periodo di 24 anni dall’Università di Pittsburgh, la sopravvivenza cumulativa a 5 anni era del 90% per i pazienti Jo-1 e del 75% per i non-Jo -1. La sopravvivenza a 10 anni era del 70% per i pazienti Jo-1 e del 49% per i pazienti non Jo-1. Il 6% dei pazienti ha ricevuto il trapianto di polmone. Le cause di morte più comuni erano la fibrosi e l'ipertensione polmonare.